# Hao Wang (acadêmico)
Wang Hao, também conhecido por Hao Wang, (Chinês: 王浩, 20 de maio de 1921 — 13 de maio de 1995) foi um matemático e filósofo sino-americano.

## Biografia
Nascido em Jinan, Shandong, na República da China (hoje na República Popular da China), Wang recebeu sua educação inicial na China. Ele obteve um bacharelado em matemática pela National Southwestern Associated University em 1943 e um mestrado em filosofia pela Universidade de Tsinghua em 1945, onde seus professores incluíram Feng Youlan e Jin Yuelin, após o qual ele se mudou para os Estados Unidos para continuar seus estudos de pós-graduação. Ele estudou lógica na Universidade de Harvard, culminando em um Ph.D. em 1948. Ele foi nomeado para um cargo de professor assistente em Harvard no mesmo ano.
Durante o início dos anos 1950, Wang estudou com Paul Bernays em Zurique. Em 1956, foi nomeado Leitor de Filosofia da Matemática na Universidade de Oxford. Em 1959, Wang escreveu em um computador IBM 704 um programa que em apenas 9 minutos provou mecanicamente várias centenas de teoremas de lógica matemática de Whitehead e no Principia Mathematica de Russell. Em 1961, foi nomeado Professor Gordon McKay de Lógica Matemática e Matemática Aplicada em Harvard. De 1967 a 1991, chefiou o grupo de pesquisa lógica na Rockefeller University em Nova York, onde foi professor de lógica. Em 1972, Wang se juntou a um grupo de cientistas sino-americanos liderados por Chih-Kung Jen como a primeira delegação dos EUA à República Popular da China.
Uma das contribuições mais importantes de Wang foi a telha Wang. Ele mostrou que qualquer máquina de Turing pode ser transformada em um conjunto de peças Wang. O primeiro exemplo notável de ladrilhos aperiódicos é um conjunto de ladrilhos Wang, cuja inexistência Wang havia conjecturado, descoberto por seu aluno Robert Berger em 1966. Um filósofo por direito próprio, Wang também desenvolveu uma interpretação penetrante posterior na filosofia da matemática de Ludwig Wittgenstein, que ele chamou de "antropologismo". Ele narrou as ideias filosóficas de Kurt Gödel e escreveu vários livros sobre o assunto, fornecendo assim aos estudiosos contemporâneos muitos insights que elucidam o pensamento filosófico posterior de Gödel.

## Livros
- Les Systèmes axiomatiques de la Théorie des Ensembles, Gauthier-Villars; Paris, 1953. [Wang 1953a, com Robert McNaughton].[6][7][8]
- A Survey of Mathematical Logic. Peking: Science Press; Amsterdam: North-Holland, 1962. [Wang 1962a].
- From Mathematics to Philosophy. London: Routledge & Kegan Paul, 1974. [Wang 1974a].
- Popular Lectures on Mathematical Logic. New York: Van Nostrand, 1981. [Wang 1981a]. ISBN 0-486-67632-3. Reimpressão de Dover 2014.[9]
- Beyond Analytic Philosophy: Doing Justice to What We Know. Cambridge, Massachusetts: MIT Press, 1985. [Wang 1985a]. ISBN 0-262-23124-7.
- Reflections on Kurt Gödel. Cambridge, Massachusetts: MIT Press, 1987. [Wang 1987a]. ISBN 0-262-73087-1.
- Computation, Logic, Philosophy. A Collection of Essays. Beijing: Science Press; Dordrecht: Kluwer Academic, 1990. [Wang 1990a]. ISBN 7-03000211-3.
- A Logical Journey: From Gödel to Philosophy. Cambridge, Massachusetts: MIT Press, 1996. [Wang 1996a]. ISBN 0-262-23189-1.[10]